# Pagersari (Patean)
Pagersari is een bestuurslaag in het regentschap Kendal van de provincie Midden-Java, Indonesië. Pagersari telt 3808 inwoners (volkstelling 2010).